# Přehořov
Přehořov (en allemand : Prehorschow) est une commune du district de Tábor, dans la région de Bohême-du-Sud, en Tchéquie. Sa population s'élevait à 343 habitants en 2020.

## Géographie
Přehořov se trouve à 4 km au sud-est du centre de Soběslav, à 20 km au sud-sud-est de Tábor, à 37 km au nord-est de České Budějovice et à 95 km au sud-sud-est de Prague.
La commune est limitée par Zvěrotice et Tučapy au nord, par Mezná et Třebějice à l'est, par Dírná et Doňov au sud, et par Soběslav à l'ouest.

## Histoire
La première mention écrite de la localité date de 1372.

## Administration
La commune est divisée en trois quartiers :
- Hrušova Lhota
- Kvasejovice u Soběslavi
- Přehořov u Soběslavi

## Galerie

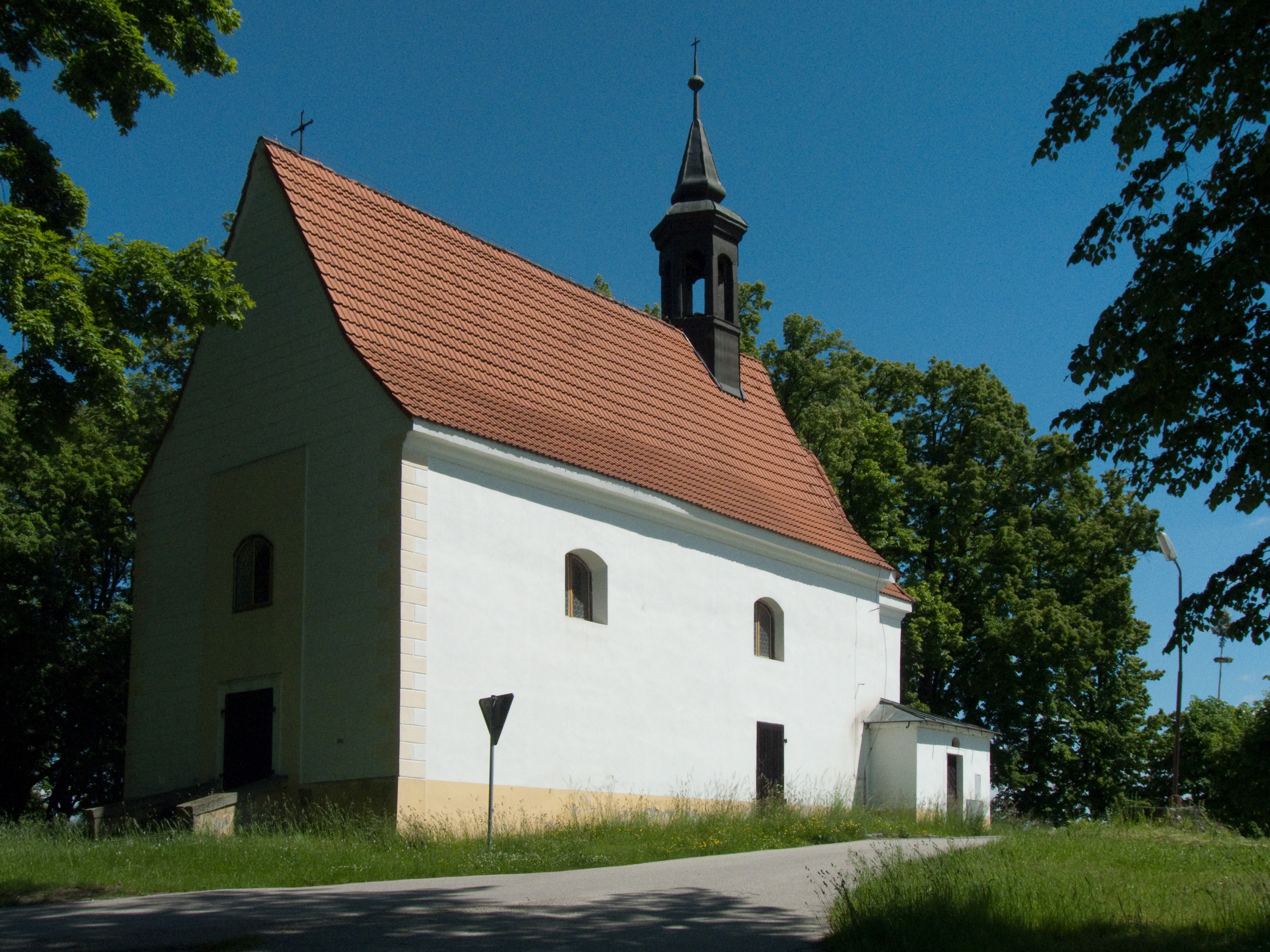
Přehořov : église Sainte-Anne.
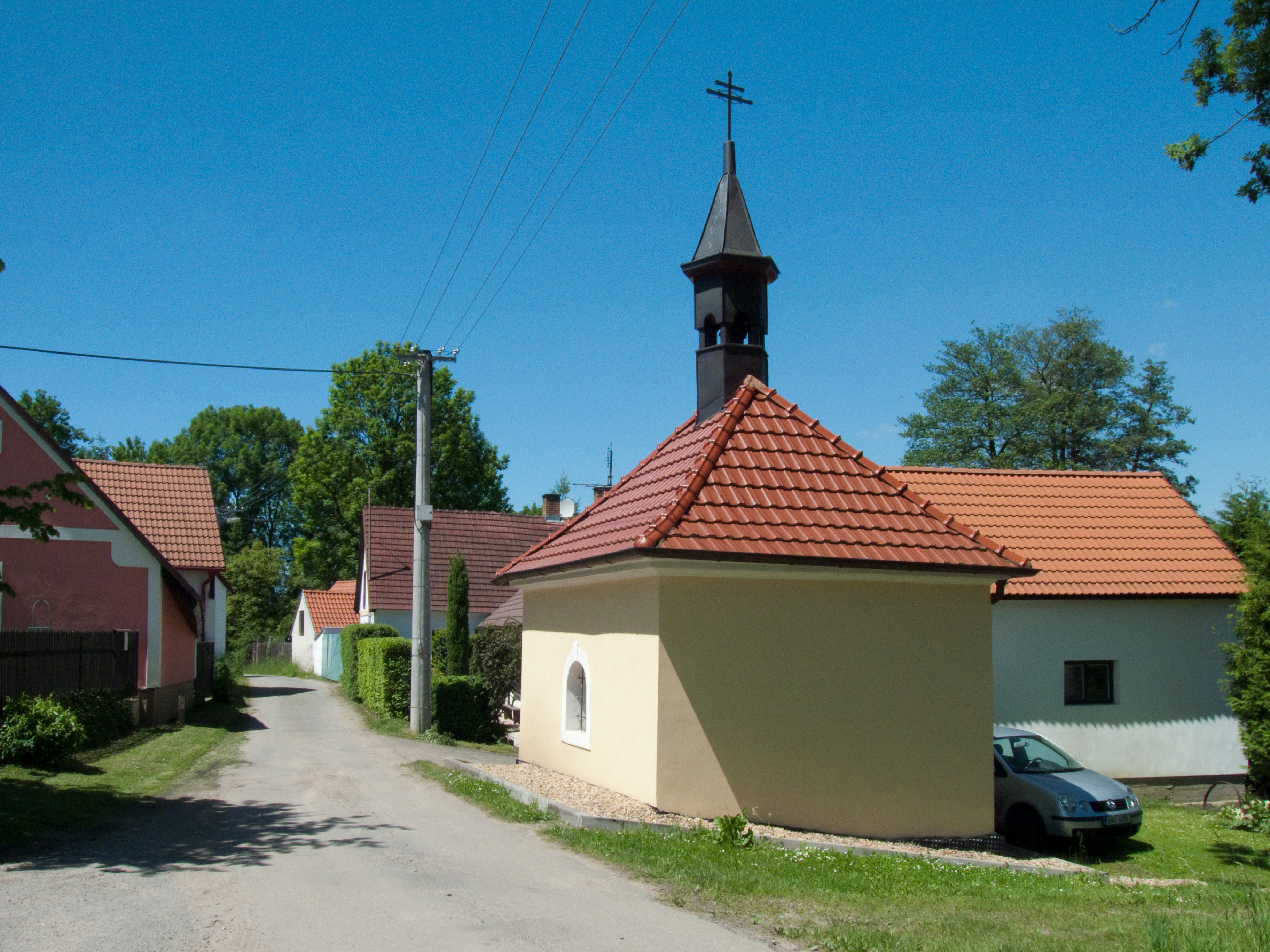
Hrušova Lhota : chapelle.